# Bad Nieuweschans
Bad Nieuweschans est un village néerlandais faisant partie de la commune d'Oldambt, située en province de Groningue. Lors du recensement de 2007, il comptait 1 510 habitants.

## Toponymie
Jusqu'au 12 novembre 2008, le village s'appelait Nieuweschans. Bad (-les-Bains) a été ajouté pour indiquer que Nieuweschans connait une activité thermale. Ce changement est effectif sur les panneaux d'agglomération depuis mars 2009.
Jusqu'au 1er janvier 1990, Nieuweschans est une commune indépendante. Elle est alors rattachée à la commune de Beerta. En 1991, cette commune prend le nom de Reiderland. Depuis le 1er janvier 2010, la localité fait partie de la commune d'Oldambt.

## Référence
1. ↑  RTV Noord.